# Sethkokna
La rivière Sethkokna est un cours d'eau d'Alaska, aux États-Unis située dans la Région de recensement de Yukon-Koyukuk. C'est un affluent de la rivière Sulatna elle-même affluent de la rivière Nowitna, qui se jette dans le  Yukon.

## Description
Longue de 52 milles (84 km), elle coule en direction du nord-ouest pour se jeter dans la rivière Titna à 32 milles (51 km) au sud-ouest des monts Bitzshtini.
Son nom indien a été référencé en 1909 par C. E. Giffin et R. B.

## Sources
- (en) « Sethkokna », Geographic Names Information System